# 増岡厳
増岡 厳（ますおか ただし、1962年 - ）は、経営者。日本テクトホールディングス株式会社社長。

## 人物
神奈川県に生まれる。神奈川県立横浜日野高等学校、北里大学獣医畜産学部卒業。フェデラルエクスプレス勤務を経て、経営コンサルティング会社の日本テクト株式会社を設立。
その後、当社にハードウエアメーカー、ソフトウエアメーカー部門を増設し、医療領域のシステム開発事業を展開。TOPシェアで入院患者用ベッドサイドシステムを展開後、産婦人科向けマーケティング支援システム、認知機能検査実施支援システムに事業の集中を図る。2014年には公益社団法人日本口腔インプラント学会学術大会顧問、公益社団法人日本歯科先端技術研究所顧問に就任し、2015年には、青少年育成の総合武道団体絆會（きずなかい）、児童向けの海洋教育団体の立ち上げを支援し、さらに全日本プロレス・イノベーション株式会社副会長に就任し、医療領域事業の他に児童教育、文化・スポーツ振興に協力・支援している。

## 経歴
- 1981年
  - 神奈川県立横浜南陵高等学校卒業
- 1986年
  - 北里大学獣医畜産学部卒業
  - ダイセー株式会社入社

- 1989年
  - 米国フェデラルエクスプレス東京株式会社国際・国内業務部長に就任
- 1990年
  - 東京ダイセー株式会社常務取締役に就任
- 1991年
  - 日本テクト株式会社設立とともに代表取締役社長に就任
- 2012年
  - 医療法人産育会堀病院理事に就任
- 2014年
  - 公益社団法人日本口腔インプラント学会学術大会顧問に就任
  - 公益社団法人日本歯科先端技術研究所顧問に就任
  - 児童総合武道　絆會（きずなかい）顧問に就任

- 2015年
  - 日本テクトホールディングス株式会社設立（会社分割）とともに代表取締役社長に就任（現任）
  - 日本テクトシステムズ株式会社代表取締役社長に就任（現任）
  - 株式会社クックパッドベビー会長に就任
  - 全日本プロレス・イノベーション株式会社副会長に就任（現任）
  - 株式会社イノベーションデザイン取締役に就任（現任）

- 2016年
  - 大西金属株式会社顧問に就任
  - 軽度認知障害支援歯科医認定講習会講師（2016年～）
  - 認定再生医療等委員（2015年～）
  - 山形国際ムービーフェスティバル選考委員（2015年～）
  - チームメディカルクリニック倫理審査委員（2017年～）
  - 静岡県公安委員会　認知機能検査員講習の課程を終了（2018年～）